# Hugo Simon (Reiter)

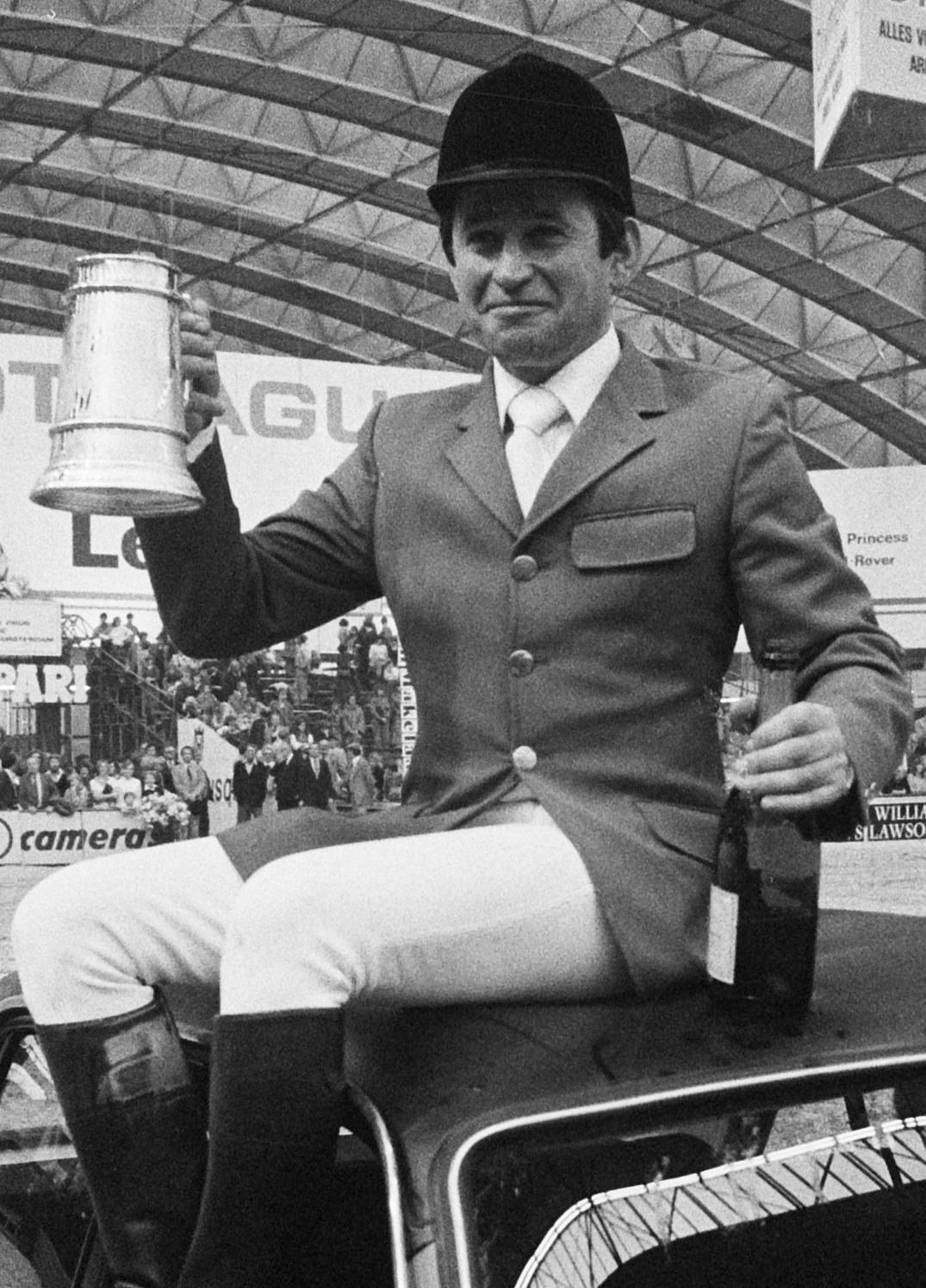
Hugo Simon, 1978

Hugo Simon (* 3. August 1942 in Krummwasser, Landkreis Mährisch Schönberg) ist ein ehemaliger österreichischer Springreiter. Insbesondere in Österreich ist er aufgrund der Vielzahl seiner Erfolge für Österreich auch unter der Bezeichnung Hugo Nationale bekannt.

## Leben
Hugo Simons Eltern wurden nach dem Zweiten Weltkrieg aus der Tschechoslowakei vertrieben und kamen mit ihrem Sohn nach Hessen. Sein Vater war Pferdehändler, Hugo begann, auf Wunsch seines Vaters, mit acht Jahren zu reiten. Im Alter von etwa zehn Jahren wurde er Hessischer Juniorenmeister (Vielseitigkeit mit abschließendem Pferdewechsel). Später ritt er, trainiert von Josef Neckermann, Dressurprüfungen bis zur schweren Klasse und Vielseitigkeitsprüfungen, entschied dann jedoch, sich auf das Springreiten zu konzentrieren. In Folge arbeitete er sich im deutschen Springreitlager nach oben, um bei den Olympischen Sommerspielen in München starten zu können. Für Deutschland wurde er nur als Ersatzmann aufgestellt, so dass er die österreichische Staatsbürgerschaft annahm und für Österreich startete. In Österreich holte er zehn Titel als österreichischer Meister in den Jahren 1972, 1973, 1974, 1976, 1978, 1985, 1988, 1989, 1991 und 1992.
1979 gewann Simon mit Gladstone das erste Weltcupfinale. Ein Jahr später errang er die Einzel-Goldmedaille beim Internationaal Springruiterfestival, dem Olympia-Ersatzwettbewerb der boykottierenden Staaten.
Als sich die Sponsorpartnerschaft mit dem Liechtensteiner Rechtsanwalt Batliner Ende der 1980er Jahre zerschlug, dachte Simon ans Aufhören und wollte verstärkt in seiner Baufirma arbeiten. Die Reiterei ließ ihn jedoch nicht los und so erreichte er auf dem Hannoveraner-Fuchswallach E.T. seine größten Erfolge. Mit ihm konnte er 1996 und 1997 erneut das Weltcup-Finale gewinnen.
Während Simons bestes Ergebnis im Einzelbewerb bei Olympischen Spielen zweimal ein 4. Platz 1972 und 1996 war, gelang ihm im Teamwettbewerb bei den Sommerspielen in Barcelona 1992 der Gewinn der Silbermedaille. Dies war die erste olympische Medaille im Springreiten für Österreich überhaupt. Sein letzter großer Erfolg bei einem Championat, der Gewinn der Silbermedaille bei den Europameisterschaften 1997 stand unter dem Schatten von Ermittlungen gegen Simon: Nach Aussagen des Chefsteward der Europameisterschaften stand der Vorwurf im Raum, Mitarbeiter von Hugo Simon hätten in der Box von E.T. eine Spritze benutzt und versucht, diese verschwinden zu lassen. Der Chefsteward fand die Spritze, diese wurde in ein Dopinglabor eingesandt und ein Dopingverfahren gegen Simon eingeleitet. Das Verfahren blieb jedoch ergebnislos und wurde eingestellt.
Hugo Simons Leistung liegt nicht nur in den Einzelerfolgen, sondern auch darin begründet, dass er konstant über fast dreißig Jahre immer in der Weltspitze zu finden war. Über sechs Jahre führte er gar die Weltrangliste der Springreiter an. Seit seinem Sieg beim CSI** in Ebreichsdorf 2011 ist er zudem der älteste Sieger von Großen Preisen im internationalen Springreiten. Zuletzt gewann er im Alter von 73 Jahren mit Freddy den Großen Preis eines CSI 2*-Turniers in Wiener Neustadt. Diesen Rekord hatte er bereits im Alter von 67 Jahren mit dem Sieg im Großen Preis des CSI 2* in Offenburg Anfang Februar 2010 mit Ukinda inne und erneuerte ihn mehrfach mit Siegen in Großen Preisen international ausgeschriebener Turniere.
Zweifellos kann man Hugo Simon als einen der erfolgreichsten Springreiter der Geschichte bezeichnen, dessen grandiose Karriere mit einer Vielzahl an Turniersiegen geschmückt ist. Einzig einen Sieg bei einer Weltmeisterschaft, Europameisterschaft oder bei Olympia konnte er nie erlangen.
In den Jahren 2015 und 2016 hatte er neben seinen inzwischen deutlich reduzierten Turnierstarts 16 Monate lang die Funktion als Berater des Springsportreferates im Österreichischen Pferdesportverband inne, von der er im Mai 2016 zurücktrat.
Im Oktober 2016 schloss er seinen letzten Start bei einem internationalen Turnier, einem CSI 2* in Wiener Neustadt-Arena Nova, mit dem zweiten Platz im Großen Preis ab. Er ritt hier C.T. Im ersten Quartal 2017 gab er seine zwei verbliebenen Turnierpferde, Freddy und C.T., an andere Springreiter ab.
Simon betreibt einen eigenen Turnier- und Verkaufsstall in Weisenheim am Sand. Neben dem Turniersport war er als Immobilienhändler tätig.

## Pferde
- Gladstone 2 (* 1969; † 1996), Hannoveraner Hengst, Vater: Götz, Muttervater: Weingau[17]
- The Freak (* 1976; † 2006), KWPN-Wallach, Vater: Lucky Boy xx, Muttervater: Banko[18]
- Amaretto D (* 1982; † 2012), brauner Zweibrücker Hengst, Vater: Alexis Z, Muttervater: Gotthard[19][20]
- Apricot D (* 1984; † 2013), Zweibrücker Schimmelwallach, Vater: Alexis Z[21][22], Muttervater: Gotthard
- E.T. FRH (* 1987; † 2013), Hannoveraner Fuchswallach, Vater: Espri, Muttervater: Garibaldi II[23][22]
- Ukinda (* 1997), braune BWP-Stute, Vater: Emilion, Muttervater: Satanas de Vaux[24]
- C.T. (* 2004), ursprünglicher Name: Catch me, Holsteiner Fuchshengst, Vater: Casall, Muttervater: Claudio[25]
- Hors la Loi II (* 1995; † 2011), Selle Français-Fuchshengst, Vater: Papillon Rouge, Muttervater: Joyau d'Or A

## Erfolge
- Olympische Spiele
  - 1972: 4. Platz Einzel mit Lavendel
  - 1976: 5. Platz Einzel und 11. Platz Mannschaft mit Lavendel
  - 1984: 22. Platz Einzel mit The Freak
  - 1988: 37. Platz Einzel mit Gipsy Lady
  - 1992: 24. Platz Einzel und 2. Platz Mannschaft mit Apricot D
  - 1996: 4. Platz Einzel und 11. Platz Mannschaft mit E.T.
  - Beim Ersatz-Festival in Rotterdam 1980: 1. Platz Einzel und 3. Platz Mannschaft mit Gladstone[26]

- Weltmeisterschaften
  - 1974, Hickstead: 3. Platz Einzel mit Lavendel
  - 1978, Aachen: 17. Platz Einzel und 10. Platz Mannschaft mit Gladstone
  - 1982, Dublin: 18. Platz Einzel und 11. Platz Mannschaft mit Gladstone
  - 1986, Aachen: 6. Platz Einzel und 10. Platz Mannschaft mit The Freak[26]

- Weltcupfinale
  - 1979: 1. Platz mit Gladstone
  - 1980: 4. Platz
  - 1983: 2. Platz mit Gladstone
  - 1985: 5. Platz mit The Freak
  - 1986: 6. Platz mit The Freak[26]
  - 1996: 1. Platz mit E.T.
  - 1997: 1. Platz mit E.T.
  - 1998: 8. Platz mit E.T.

- Europameisterschaften
  - 1973, Hickstead: 4. Platz mit Lavendel
  - 1975, München: 4. Platz mit Lavendel
  - 1977, Wien: 10. Platz mit Little One
  - 1979, Rotterdam: 3. Platz mit Gladstone
  - 1981, München: 12. Platz Einzel und 7. Platz Mannschaft mit Gladstone
  - 1983, Hickstead: 5. Platz Einzel und 6. Platz Mannschaft mit Gladstone
  - 1985, Dinard: 5. Platz Einzel und 6. Platz Mannschaft mit The Freak
  - 1987, St. Gallen: 34. Platz Einzel und 6. Platz Mannschaft mit Winzer
  - 1989, Rotterdam: 22. Platz Einzel und 7. Platz Mannschaft mit Winzer
  - 1991, La Baule: 10. Platz Mannschaft mit Amaretto D
  - 1993, Gijón: 5. Platz Einzel und 4. Platz Mannschaft mit Apricot D
  - 1997, Mannheim: 2. Platz Einzel und 7. Platz Mannschaft mit E.T.[26]

- CHIO Aachen: Großer Preis
  - 1996: 2. Platz
  - 1998: 1. Platz (und damit Sieg in der Pulsar Crown, der mit 800.000,- US-Dollar höchstdotierten Trophäe des internationalen Springsports)

- Österreichische Staatsmeisterschaften
  - Meister in den Jahren: 1972, 1973, 1974, 1976, 1978, 1985, 1988, 1989, 1991, 1992
  - weitere Platzierungen (unvollständig):
    - Dritter Platz: 2011 (mit Ukinda)

## Auszeichnungen (Auszug)
- 1979: Goldenes Verdienstzeichen der Republik Österreich
- 1992: Silbernes Ehrenzeichen für Verdienste um die Republik Österreich
- 2016: Goldenes Ehrenzeichen für Verdienste um die Republik Österreich[27]